# Premio Primo Levi
Il Premio Primo Levi è un appuntamento biennale che premia in ambito internazionale chimici - o ricercatori in discipline affini alla chimica - che abbiano promosso "attività finalizzate alla tutela della dignità dell’uomo e dei suoi diritti, al progresso scientifico e civile e, in generale, alla promozione del dialogo e della cooperazione tra ricerca chimica e società".
Il premio commemora lo scrittore e chimico italiano Primo Levi, deportato ad Auschwitz come combattente ebreo della resistenza e sopravvissuto al campo di concentramento. Levi è considerato un importante rappresentante della letteratura sull'Olocausto: le sue opere sono dedicate al ricordo delle vittime e alla lotta contro l'oblio.
È stato assegnato per la prima volta il 10 settembre 2017, nell'ambito del Forum scientifico di chimica 2017, dalla Gesellschaft Deutscher Chemiker in collaborazione con la Società chimica italiana.

## Albo d'oro
- 2017 Roald Hoffmann, Cornell, Stati Uniti. Hoffmann, di discendenza ebraica, ha vissuto personalmente l'Olocausto durante la sua infanzia. Si impegna per il rispetto dei principi etici nella chimica.
- 2019 Vincenzo Balzani, Università di Bologna, Italia, per il suo impegno a favore degli aspetti sociali ed etici della scienza [2].
- 2023 Henning Hopf, Braunschweig